# Adrianus Barlandus
Adriaan van Baarland (Baarland, Zuid-Beveland, 28 de setembro de 1486 — Lovaina, 30 de novembro de 1538) foi um historiador e filósofo belga de origem holandesa. Estudou em Gante e depois em Lovaina onde se tornou professor de eloquência em 1526, depois de algum tempo na Inglaterra. Escreveu algumas obras filológicas e uma série de manuscritos históricos, particularmente acerca das várias províncias nos Países Baixos. Em neerlandês seu nome é referido como Adriaan van Baerland.
Como humanista, Barlandus publicou uma variedade muito grande de gêneros. Com exceção de duas obras historiográficas, ele foi autor também de traduções e comentários de autores clássicos tais como: Esopo, Luciano, Plínio, o Jovem, Lívio e Terêncio. Ele também publicou tratados sobre retórica, trabalhos pedagógicos (inclusive diálogos de Erasmo) e um tratado moral-filosófico.

## Publicações
- Chronica Brabantiae ducum (Crônica do Duque de Brabante), 1579
- Hollandiae comitum historia et icones, 1584
- Fabulae de Esopo, 1532
- Proverbialum Versuum Virgílio, 1535
- Rerum gestarum a Brabantiae Ducibus historia, 1566
- De conscribendis epistolis Vários autores: Juan Luis Vives (1492-1540), Conrad Celtis (1459-1508), Empório, o Orador[3], Desiderius Erasmus, Christoph Hegendorff, 1544
- Dvcvm Brabantiae Chronica Hadriani Barlandi, 1600
- Libelli tres, conscripti his, qui jucunda, et utili rerum cognitione capiuntur (1520)
- Dialogi XLII ad profligandam e scholis barbariem utilissimi (1524)